# Bandakunte, Sira
Bandakunte là một làng thuộc tehsil Sira, huyện Tumkur, bang Karnataka, Ấn Độ.